# Chlorophytum rhizopendulum
Chlorophytum rhizopendulum là một loài thực vật có hoa trong họ Măng tây. Loài này được Bjorå & Hemp mô tả khoa học đầu tiên năm 2008.